# Thermi
Thermi (in greco Θέρμη?) è un comune della Grecia situato nella periferia della Macedonia Centrale (unità periferica di Salonicco) con 34.436 abitanti secondo i dati del censimento 2001.
A seguito della riforma amministrativa detta Programma Callicrate in vigore dal gennaio 2011 che ha abolito le prefetture e accorpato numerosi comuni, la superficie del comune è ora di 382 km² e la popolazione è passata da 16.546 a 34.436 abitanti.